# Vierhouten

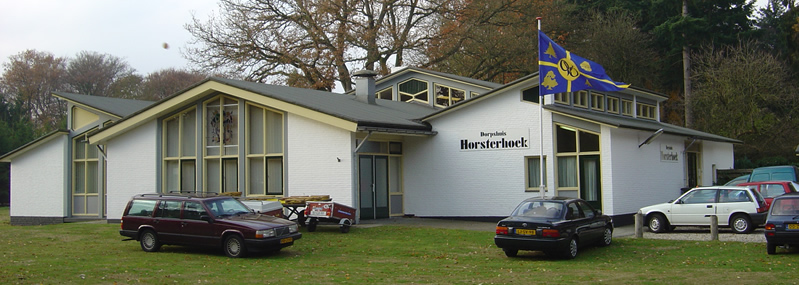

Vierhouten est un village situé dans la commune néerlandaise de Nunspeet, dans la province de Gueldre. Le 1er janvier 2007, le village comptait 711 habitants.